# André Duval (1564-1638)
Pour les articles homonymes, voir André Duval (homonymie) et Duval.
André Duval, ou André  du Val, Andreas Duvallius en latin, est un théologien catholique, professeur et prédicateur français né à Pontoise le 15 janvier 1564 et mort à Paris le 9 septembre 1638 .

## Biographie
Reçu docteur en théologie en Sorbonne le 15 mars 1594. En 1597, il a été le premier titulaire de la chaire de théologie du collège de Sorbonne créée par Henri IV, doyen de la Faculté de théologie de Paris, supérieur des Carmélites de France. Il devient le confesseur de Vincent de Paul après la mort de Bérulle.
Théologien ultramontain, il s’oppose au gallicanisme d'Edmond Richer (Libelli de ecclesiastica et politica potestate elenchus, Paris, 1612) et publie un traité sur l’autorité souveraine du pape sur l’Église (De suprema Romani Pontificis in Ecclesiam potestate disputatio quadripartita, Paris, 1614).
Il est le cousin de Guillaume Du Val qui a été son élève dans son cours de théologie.

### Biographie
- Pierre Féret, La Faculté de théologie de Paris et ses docteurs les plus célèbres. Époque moderne, Alphonse Picard et fils, Paris, 1906, tome 4, XVIIe siècle, p. 329-339 (lire en ligne)